# Luc Laille
Luc Laille, né le 21 août 1999, est un joueur de pétanque français. 

## Biographie
Il remporte un titre de champion de France triplette en 2021 avec ses partenaires d'Ax-les-Thermes Dylan Nexon et Fabien Barre en gagnant la finale sur le score de 13 à 7 contre Gilles Blancheton, Gino Baud et Olivier Dugast de la Loire-Atlantique,.

## Clubs
- ?- : Pétanque Axéenne (Ariège)

## Palmarès

### Séniors

#### Championnats de France
Champion de France
- Triplette 2021 (avec Dylan Nexon et Fabien Barre) : Pétanque Axéenne

#### Championnats National des Clubs (CNC)
Champion de France deuxième division (CNC2)
- 2018 (avec Dylan Nexon, Sacha Solana, Jean-Paul Delaurier, Thierry Bezandry, Stéphane Delforge, Fabien Barre, Nicolas Dedieu, Gino Debard et Kévin Laffont) : Ax-les-Thermes

Champion de France troisième division (CNC3)
- 2017 : Ax-les-Thermes